# Lasva
Lasva (em estoniano:  Lasva vald) é um município rural estoniano localizado na região de Võrumaa.